# Литоша
Литоша, Латоша (рос.) — річка в Білорусі, у Лельчицькому районі Гомельської області. Ліва притока Уборті (басейн Прип'яті).

## Опис
Довжина річки 11 км., похил річки — 0,96 м/км. Площа басейну 52,7 км².

## Розташування
Бере початок на північному сході від Милашевичів. Тече переважно на південний схід через Борове і вападає у річку Уборть, праву притоку Прип'яті.